# Herstory (phim)
Herstory (tiếng tiếng Hàn: 허스토리; Romaja: Heoseutori) là một bộ phim chính kịch của Hàn Quốc năm 2018 do Min Kyu-dong đạo diễn. Dựa trên câu chuyện có thật về các phiên tòa diễn ra ở Shimonoseki vào những năm 1990, bộ phim theo chân một nhóm phụ nữ sống ở Busan tham gia vào phiên tòa chống lại chính phủ Nhật Bản để nhấn mạnh về những nỗi đau của phụ nữ Hàn Quốc khi bị ép làm nô lệ tình dục hay còn gọi là "phụ nữ giải khuây" cho quân đội Nhật Bản trong Thế chiến II.
Bộ phim được phát hành tại rạp vào ngày 27 tháng 6 năm 2018.

## Diễn viên
- Kim Hee-ae vai Moon Jung-sook
- Kim Hae-sook vai Bae Jung-gil
- Ye Soo-jung vai Park Soon-nyeo
- Moon Sook vai Seo Gwi-soon
- Lee Yong-nyeo vai Lee Ok-joo
- Kim Sun-young vai President Shin
- Kim Jun-han vai Lee Sang-il
- Lee Yong-lee vai Yoo So-deuk
- Jung In-gi vai Choi
- Choi Byung-mo vai Soon-mo
- Lee Seol vai Hye-soo
- Kim In-woo vai Chủ tọa
- Yokouchi Hiroki vai Công tố viên Nhật Bản
- Park Myung-shin vai Jung Dae-hyeob
- Lee Ji-ha vai Chủ tịch Lee
- Tvaiuku Yamanouchi vai Nhân viên lãnh sự quán Abe
- Kim Lee-woo vai Luật sư Hvaihimoto Shinobu
- Ri Min vai Tài xế taxi 1
- Son Kang-gook vai hướng dẫn viên Nam Kinh
- Oh Chang-kyung vai Tài xế taxi 2
- Kim Hye-joon vai bạn của Hye-soo
- Lee Yoo-young vai Ryu Seon-yeong (cameo)
- Han Ji-min vai giáo viên (cameo)
- Song Young-chang vai thị trưởng Busan (cameo)
- Jin Seon-kyu vai nhiếp ảnh gia (voice cameo)
- Park Jung-ja vai Bà Hong (xuất hiện đặc biệt)
- Ahn Se-ha vai tài xế taxi 3 (xuất hiện đặc biệt)
- Jeong Ha-dam vai cô dâu mới cưới thuê nhà (xuất hiện đặc biệt)
- Kim Yong-shin vai phát thanh viên truyền hình radio (voice cameo)

## Giải thưởng và đề cử
| Tên giải                                            | Hạng mục                    | Người nhận    | Kết quả   |
| --------------------------------------------------- | --------------------------- | ------------- | --------- |
| Giải Điện ảnh Buil lần thứ 27                       | Nữ diễn viên chính xuất sắc | Kim Hee-ae    | Đoạt giải |
| Giải Điện ảnh Buil lần thứ 27                       | Nữ diễn viên phụ xuất sắc   | Kim Sun-young | Đoạt giải |
| Giải Điện ảnh Buil lần thứ 27                       | Nam diễn viên mới xuất sắc  | Kim Jun-han   | Đề cử     |
| Giải Đại Chung lần thứ 56                           | Nữ diễn viên chính xuất sắc | Kim Hae-sook  | Đề cử     |
| Giải Đại Chung lần thứ 56                           | Nữ diễn viên phụ xuất sắc   | Kim Sun-young | Đề cử     |
| Giải Seoul lần thứ 2                                | Nữ diễn viên chính xuất sắc | Kim Hee-ae    | Đề cử     |
| Marie Claire Asia Star Awards lần thứ 6             | Nữ diễn viên của năm        | Kim Hee-ae    | Đoạt giải |
| Marie Claire Asia Star Awards lần thứ 6             | Nữ diễn viên của năm        | Kim Hae-sook  | Đoạt giải |
| Giải Hiệp hội Phê bình Điện ảnh Hàn Quốc lần thứ 38 | Top 11 Phim                 | Herstory      | Đoạt giải |
| Giải thưởng Điện ảnh Rồng Xanh lần thứ 39           | Đạo diễn xuất sắc           | Min Kyu-dong  | Đề cử     |
| Giải thưởng Điện ảnh Rồng Xanh lần thứ 39           | Nữ diễn viên chính xuất sắc | Kim Hee-ae    | Đề cử     |
| Giải thưởng Điện ảnh Rồng Xanh lần thứ 39           | Nữ diễn viên phụ xuất sắc   | Kim Sun-young | Đề cử     |
| Director's Cut Awards lần thứ 18                    | Giải thưởng đặc biệt        | Herstory      | Đoạt giải |
| Giải thưởng Nghệ thuật Baeksang lần thứ 55          | Nữ diễn viên chính xuất sắc | Kim Hee-ae    | Đề cử     |
| Liên hoan phim Quốc tế Trung Hàn lần thứ 2          | Nữ diễn viên chính xuất sắc | Kim Hee-ae    | Đoạt giải |
| Chunsa Film Art Awards lần thứ 24                   | Nữ diễn viên chính xuất sắc | Kim Hee-ae    | Đề cử     |
| Chunsa Film Art Awards lần thứ 24                   | Nữ diễn viên phụ xuất sắc   | Kim Sun-young | Đề cử     |
| Chunsa Film Art Awards lần thứ 24                   | Nam diễn viên mới xuất sắc  | Kim Jun-han   | Đề cử     |